# Песнь торжествующей любви (фильм, 1915)
«Песнь торжествующей любви» (1915) — художественный немой фильм режиссёра Евгения Бауэра по одноимённой повести И. С. Тургенева. Вышел на экраны 22 августа 1915 года. Фильм не сохранился.

## Сюжет
На сюжет рассказа И. С. Тургенева.
Два неразлучных друга, художник Георгий и музыкант Евгений, влюблены в прекрасную Елену. Она предпочитает Георгия и выходит за него замуж. Отвергнутый Евгений покидает родину.
Через несколько лет Евгений возвращается. Георгий радушно принимает его в своем доме и с гордостью демонстрирует ему свою последнюю работу — «Святую Цецилию», которую он пишет со своей жены. При виде Елены Евгений загорается прежней страстью.
Он потчует друзей таинственным напитком и играет для них на скрипке. Необыкновенная музыка («Песнь торжествующей любви») завораживает Елену. Ночью ей слышатся звуки скрипки, и она, завороженная, идёт к Евгению и отдаётся ему, не сознавая, происходит это во сне или наяву. Это повторяется ночь за ночью.
Муж видит изменения в поведении жены, начинает следить за ней. Он приглашает священника, который исповедует Елену и сообщает, что она стала жертвой колдовских чар. Георгий понимает, кто вызвал эти чары.
Ночью он выслеживает Евгения и убивает его. Прежний мир воцаряется в семье, и через некоторое время художник дописывает «Святую Цецилию».

## В ролях
| Актёр             | Роль              |
| ----------------- | ----------------- |
| Вера Холодная     | Елена             |
| Осип Рунич        | Георгий           |
| Витольд Полонский | Евгений           |
| А. Сотников       | малаец, его слуга |
| Арсений Бибиков   | патер             |
| П. Никонова       | мать Елены        |

## Оценки
Историк кино Б. С. Лихачёв называл «Песнь торжествующей любви» среди наиболее интересных фильмов 1915 года. «Песнь…» явила собой, по мнению Александра Вертинского, вершину успеха Веры Холодной.
Журнал «Синема» (1915, № 8—9) признал «крупное дарование и даже большой талант» Веры Холодной и так оценил её роль: «Роль Елены она проводит бесподобно; глубокие душевные переживания, безмолвная покорность велениям непостижимой силы, — яркие контрасты чувства переданы без малейшей шаржировки, правдиво и талантливо…».
«Манера и стиль [актрисы] были безошибочно найдены», — отмечал Чеслав Сабинский. Он указывал, что «Бауэр чуть ли не с „Песни торжествующей любви“ применял крупное фотографирование для выявления интимных переживаний Веры Холодной», которая «не умела передавать сложных психологических нюансов». «Бауэру приходилось разлагать всю сцену на отдельные, не связанные с переходами моменты, — считал Сабинский, — например: 1) смех, 2) спокойная маска, 3) грусть, 4) слёзы, 5) рыдание». «Между этими разорванными психологическими кусками, — продолжал он свой анализ, — вставлялись для перебивки пейзажи, вазы, тучи и т. д. В результате всех этих ухищрений неопытная артистка была воспринята зрителем как художественная сила».
Фильм произвёл сенсацию и принёс актрисе знаменитость и востребованность. Кинокритик Веронин (Валентин Туркин) в своей рецензии в «Кино-газете» (1918, № 22) писал: «Вера Холодная вступила в родную теперь для неё стихию экранного искусства под аплодисменты толпы. Ей аплодировали на просмотре первой её картины „Песнь торжествующей любви“».
Выход фильма вызвал размышления, насколько хорошо мог передать экран поэму Тургенева. Кинокритика отмечала, что постановка Бауэра не требует слов, «недоговорённость возбуждает фантазию, бессловесность оставляет место тайне, жизнь бесцветных теней напоминает о других мирах». 
Вместе с тем советский историк кинематографа C. Гинзбург считал, что «в кинематографическом воплощении тургеневская „Песнь торжествующей любви“, несмотря на все старания Е. Бауэра, не поднималась над общим идейным и эстетическим уровнем обычных репертуарных фильмов». Киновед В. Короткий считал это мнение предвзятым и ошибочным. 
Кинокритик Н. Иезуитов отмечал, что «„Песнь торжествующей любви“, искажённая Е. Бауэром, выглядел[а] лучше каждого среднего фильма», так как в ней «чувствовался хотя бы вкус к искусству». Историк дореволюционного кино Вениамин Вишневский отметил, что это «один из интереснейших фильмов Е. Бауэра и В. Холодной (её первое и самое удачное выступление в кино)».
Актриса Вера Холодная считала фильм началом своего пути в кино. Киновед Нея Зоркая отмечала: «В юной красавице, жене московского юриста, Вере Холодной он увидел идеальную модель завороженной сомнамбулы для своей „Песни торжествующей любви“ (1915), неопытность, робость и застенчивость натурщицы его не смутили, и далее Вера Холодная снималась у Бауэра из фильма в фильм». Нея Зоркая также писала: «Героиня — сомнамбула, завороженная неким восточным магом, роль статична, и посему робость исполнительницы, к тому же умело скрытая большим мастером Бауэром, осталась незамеченной. Публика пришла в восторг от незнакомки». «„Песнь торжествующей любви“ короновала Веру Холодную. Успех был исключительный», — отмечала критик В. Рогова.